# Línea de St Ives Bay
La Línea de St Ives Bay (nombre original en inglés: St Ives Bay Line) es un tendido ferroviario de 4,25 millas (6,8 km) de longitud que discurre entre las estaciones de St Erth y de St Ives en Cornualles, Inglaterra, Reino Unido. Se inauguró en 1877, siendo el último nuevo ferrocarril de pasajeros construido en el Reino Unido con la vía de gran ancho ideada por Isambard Kingdom Brunel. Convertida al ancho estándar en 1892, la línea se continúa operando como un ferrocarril comunitario, transportando turistas y pasajeros locales. Tiene cinco estaciones, incluyendo la conexión con la Línea Principal de Cornualles en St Erth.

## Historia

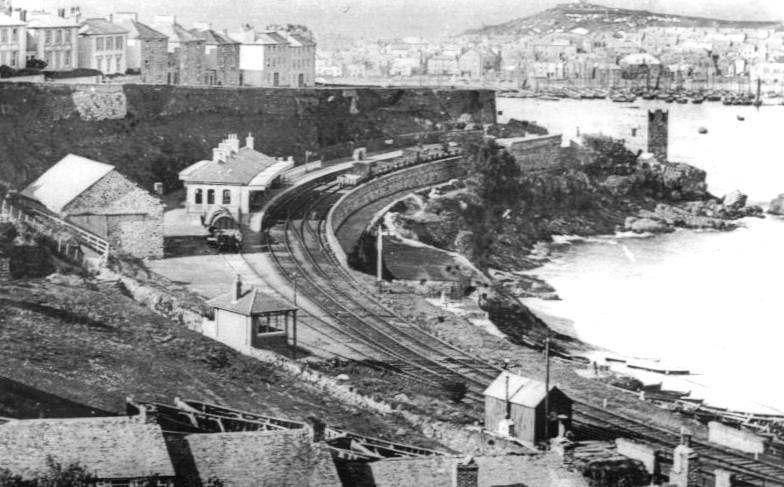
St Ives hacia 1890

El Ferrocarril de St Ives Junction solicitó una Ley del Parlamento en 1845, pero como el proyecto del Ferrocarril del Oeste de Cornualles fracasó en su solicitud de una ley al mismo tiempo, la compañía de St Ives retiró su propuesta. Se solicitó con éxito una nueva Ley en 1873 para autorizar un ramal de St Ives como una extensión del Ferrocarril del Oeste de Cornualles, aunque en ese momento estaba controlado por el Great Western Railway. Se inauguró el 1 de junio de 1877, suiendo la última nueva ruta ferroviaria de pasajeros con vías de gran ancho (7 pies 1/4 plg (2140 mm)) que se construyó en Gran Bretaña. Se agregó un tercer raíl a la sección sur de la línea en octubre de 1888 para permitir que los trenes de mercancías de ancho estándar (4 pies 8,5 plg (1435 mm)) pudiesen llegar al muelle de Lelant. El último tren de vía ancha circuló el viernes 20 de mayo de 1892, y desde el lunes siguiente todos los trenes pasaron a ser de ancho estándar.
Aunque hubo un intenso tráfico de pescado en los primeros años, este disminuyó durante la primera mitad del siglo XX. El tráfico de mercancías se retiró de las estaciones intermedias de Lelant y Carbis Bay en mayo de 1956, pero continuó en St Ives hasta septiembre de 1963.
Todos los apartaderos quedaron fuera de uso en St Ives en 1966, momento en el que unidades múltiples diésel operaban los trenes en el ramal. Se propuso el cierre de la línea en el informe del Plan Beeching, siendo citada por entonces en la canción Slow Train del dúo humorístico Flanders and Swann, pero finalmente fue indultada por la ministra de Transporte Barbara Castle. El 23 de mayo de 1971, el andén de St Ives se trasladó para dar paso a un aparcamiento, pero siete años después, el 27 de mayo de 1978, se abrió una nueva estación en Lelant Saltings, entre St Erth y Lelant, dotada de una gran superficie de estacionamiento con el fin de que pudiera operar como una instalación de aparcamiento disuasorio para St Ives. En junio de 2019, el estacionamiento se trasladó a St Erth, reduciéndose los servicios en Lelant Saltings.

## Ruta
Las comunidades servidas por la ruta son: St Erth – Lelant – Bahía de Carbis – St Ives

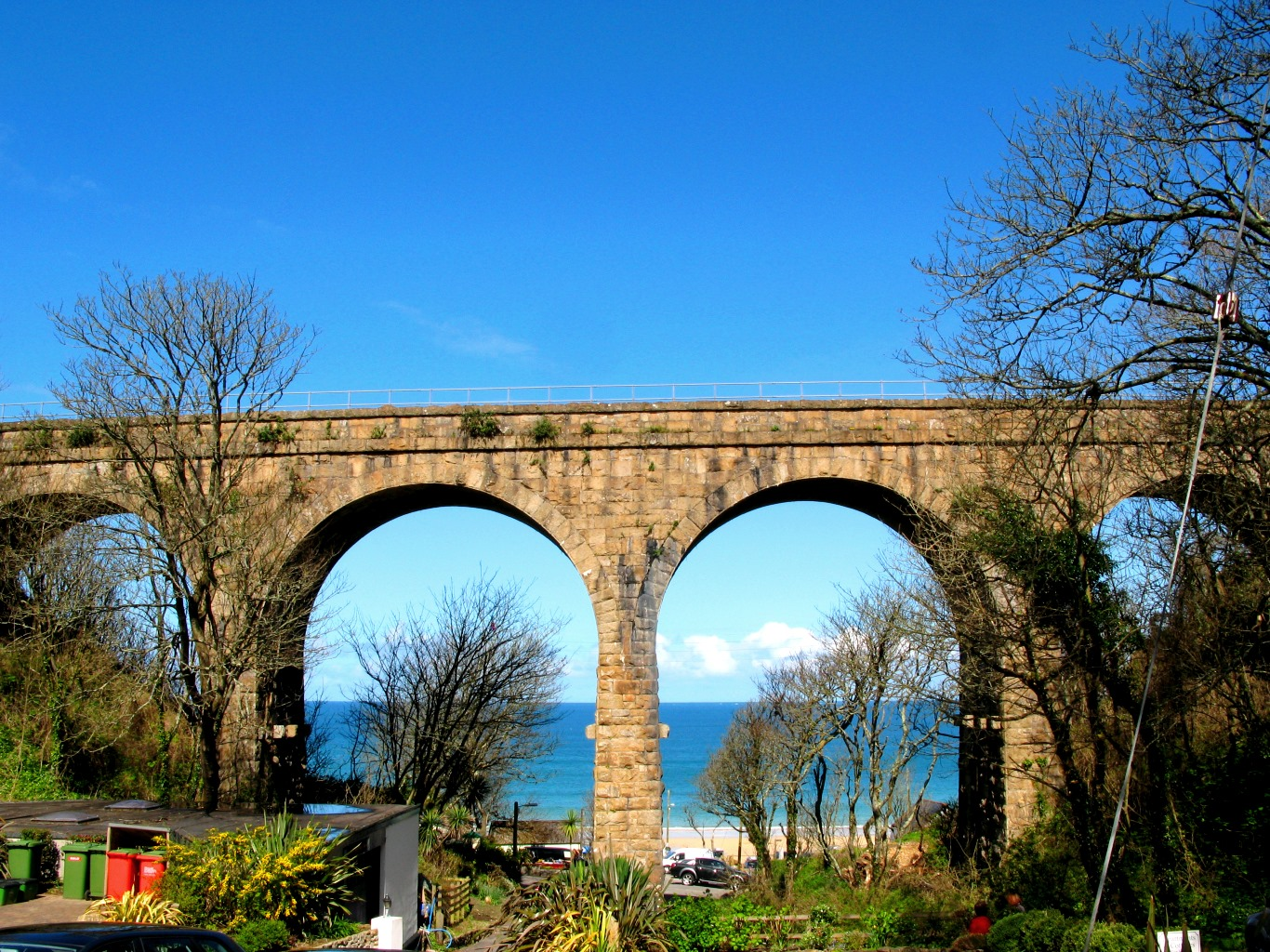
Viaducto de Carbis Bay

El ramal ferroviario es de vía única en toda su longitud, sin vías de apartado. Corre junto al estuario del río Hayle y luego la costa del mar, y se promociona como un buen lugar para observar aves desde el tren. También ha sido catalogado como uno de los ferrocarriles más pintorescos de Inglaterra.
La línea diverge de la Línea Principal de Cornualles en St Erth. Después de que pasa por debajo de dos puentes de una rotonda de la carretera A30 junto a la estación, sigue el lado occidental del estuario pasando por Lelant Saltings. Más allá de la estación de Lelant, la línea entra en un desmonte y remonta las dunas situadas junto a Porth Kidney Sands en St Ives Bay, con el campo de golf de Lelant y la iglesia de St Uny  a la izquierda. El cementerio de la iglesia fue afectado cuando el ferrocarril atravesó la colina. El Sendero de la Costa Sudoeste cruza aquí la línea férrea y luego prosigue cerca de la vía hasta St Ives. El ferrocarril continúa subiendo hacia los escarpados acantilados de Hawkes Point, aproximadamente a 30 metros (98,4 pies) sobre el nivel del mar. Poco después, la línea rodea el promontorio en Carrick Gladden y entra en Carbis Bay. Encaramado en la ladera sobre la playa, este complejo solo se desarrolló después de la llegada del ferrocarril en 1877. La línea cruza el viaducto de Carbis (de 78 yardas (71,3 m)) y luego continúa bordeando el acantilado hasta que emerge en Porthminster Point, desde donde desciende a través del viaducto de St Ives (de 106 yardas (96,9 m)) para llegar a la estación de St Ives, que se encuentra sobre la playa de Portminster.

## Servicios

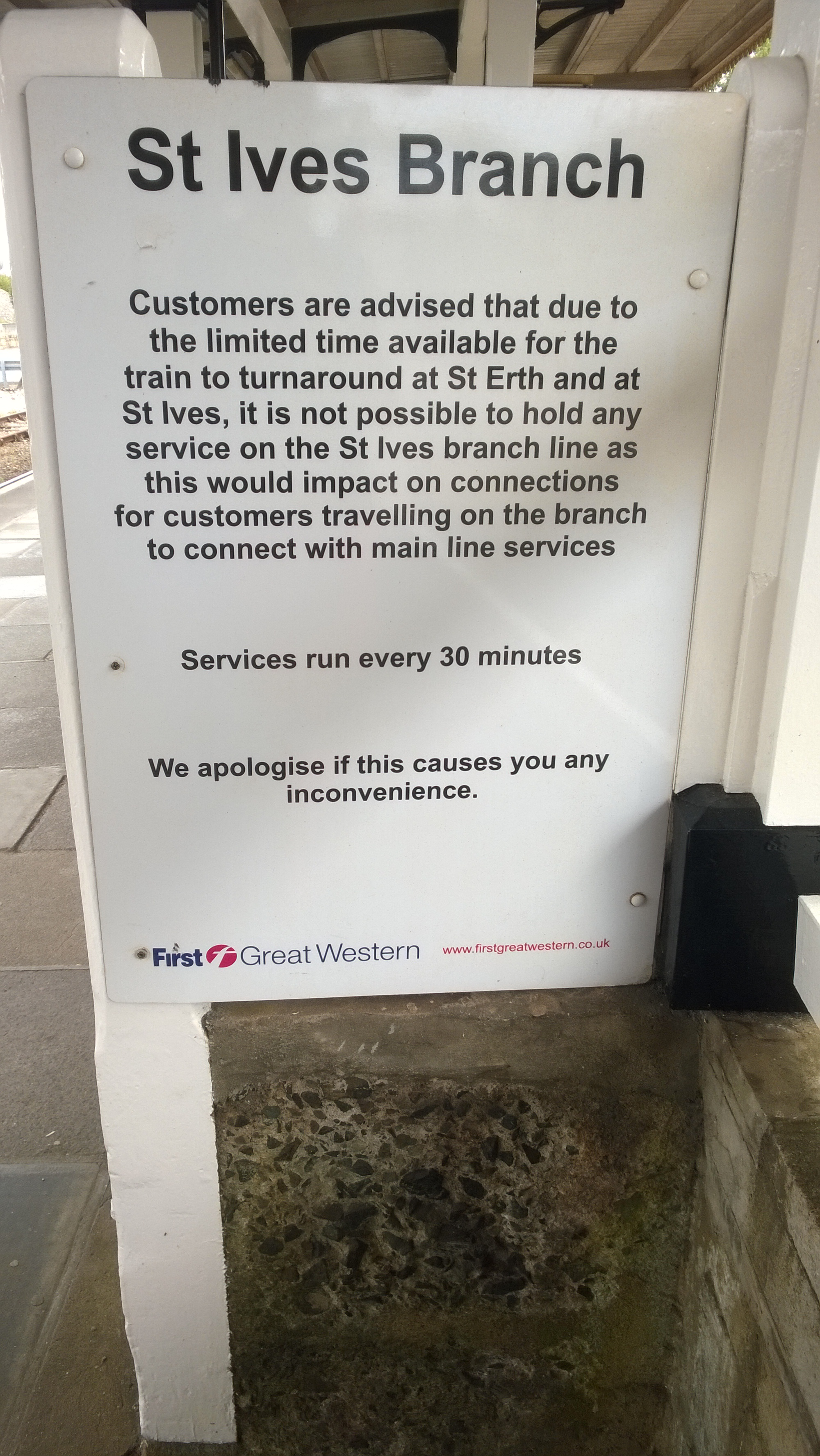
Un cartel en la estación de St Erth que informa a los pasajeros sobre los cortos tiempos de parada de los servicios de transporte de St Ives

Inicialmente, la línea tenía solo cinco trenes por día, pero en 1909 había aumentado a nueve y en 1965 eran 17, con hasta 24 los sábados de verano. Algunos trenes incluían coches procedentes de la Estación de Paddington en Londres, y en la década de 1950, el Cornish Riviera Express iba desde St Ives hasta Paddington los sábados de verano. El número de servicios siguió aumentando tras la apertura de Lelant Saltings, y el verano de 2006 vio 26 servicios diarios operados por Wessex Trains. El operador GWR se hizo cargo del servicio más adelante aquel año, y el horario de invierno se redujo a 16 trenes, lo que causó cierta inquietud, pero en el verano de 2007 se recuperó la frecuencia de trenes anterior.
A partir de agosto de 2016, los trenes pasaron a circular a intervalos de aproximadamente 30 minutos en cada sentido durante la mayor parte del día, incluidos los domingos.
En los meses de verano, cuando los niveles de tráfico son altos, la mayoría de los servicios son operados por unidades dobles BR Clase 150 de  dos coches, pero en el invierno se utilizan solo unidades sencillas. En días particularmente ocupados, se agregan coches adicionales. La estación de St Ives puede alojar seis coches, pero el andén de St Erth Bay solo puede alojar cinco. Dos o tres trenes circulan hacia y desde Penzance la mayoría de los días para facilitar los cambios de tripulación y para llevar el material rodante hacia y desde el depósito de tracción de Penzance.
A partir de mayo de 2019, sigue habiendo trenes cada 30 minutos. Todos estos servicios hacen escala en Carbis Bay, con trenes que acceden a Lelant normalmente cada dos horas, con algunos saltos horarios entre los servicios. Lelant Saltings cuenta con solo un tren por día en cada dirección debido a la reubicación de las instalaciones de Park and Ride en St Erth.
Dado que la línea no tiene vías de cruce, antes de mayo de 2019 el tiempo de viaje promedio en toda la línea era de poco menos de 15 minutos. Los servicios solían efectuar paradas muy cortas (alrededor de 1 minuto) tanto en St Erth como en las estaciones de St Ives. A partir de mayo de 2019, el tiempo de viaje ha disminuido debido a que la mayoría de los trenes ya no paran en Lelant Saltings. Como resultado, el tiempo de parada se ha incrementado a aproximadamente 4 minutos.

## Señalización
La línea se controla desde el enclavamiento situado en St Erth, con solo un tren operando en la línea en cualquier momento. Los trenes que viajan hacia St Ives se describen como "trenes de bajada" y los que van hacia St Erth como "trenes de subida". Hay tres cruces a nivel en la línea. 'Western Growers Crossing' está en St Erth, que se puede ver desde la caseta de señales. 'Towan Crossing' es un cruce activado por el usuario (con confirmación telefónica del señalero) situado al norte de Lelant, y existe un cruce peatonal en Hawke's Point cuando la línea se acerca a Carbis Bay.

## Tren comunitario
St Ives Bay Line es una de las líneas ferroviarias respaldadas por la Asociación Ferroviaria de Devon y Cornualles, una organización formada en 1991 para promover los servicios ferroviarios en el área. La línea se promociona por muchos medios, como horarios regulares y guías de líneas escénicas, así como folletos que destacan las oportunidades de ocio, como caminatas, observación de aves y visitas a los pubs de la zona.

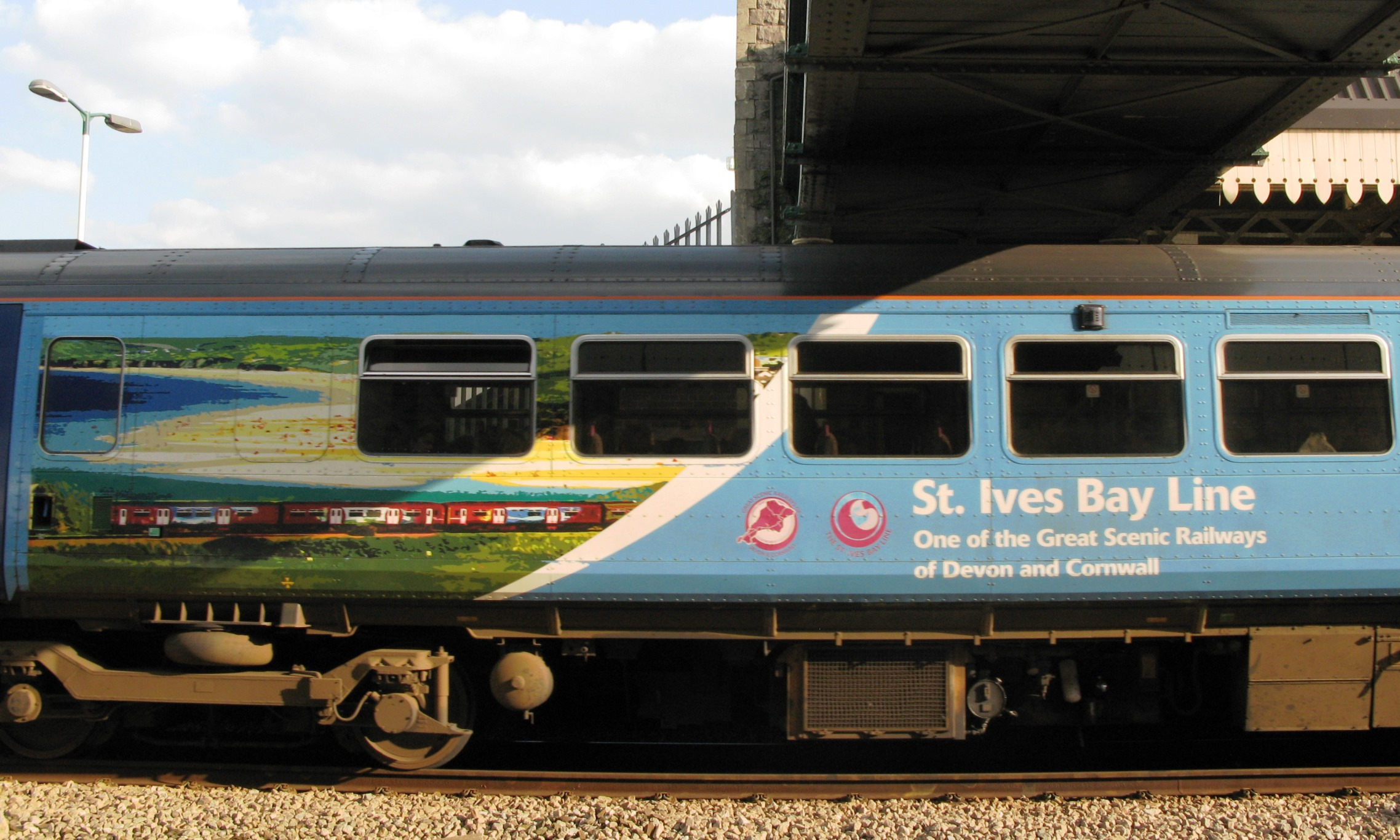
La librea especial que una vez llevó la unidad DMU 153329

El rail ale trail de la Línea de St Ives Bay se inauguró el 3 de junio de 2005 para alentar a los viajeros ferroviarios a visitar los pubs situados cerca de la línea. De los 14 pubs participantes, cinco están en St Ives, uno en Lelant, dos cerca de Lelant Saltings, uno cerca de St Erth y cinco en Penzance. Cuando se han obtenido 6, 10 o 14 sellos sobre el folleto del Rail Ale Trail, se puede recibir un recuerdo del recorrido.
La compañía Wessex Trains le dio a la Unidad diésel múltiple BR Clase 153 número 153329 una librea azul especial con grandes imágenes en color que promocionan la línea y la llamó "Línea de la bahía de St Ives", aunque esta decoración fue posteriormente suprimida por el operador GWR.
El ramal fue designado como una línea de ferrocarril communitario en julio de 2005, siendo uno de los siete proyectos piloto de la estrategia de desarrollo ferroviario comunitario del Departamento de Transporte del Reino Unido, cuyo propósito es aumentar el número de pasajeros y reducir los costos para hacer que los ferrocarriles poco utilizados sean económicamente más sostenibles. Entre sus objetivos se encuentran una mayor frecuencia de servicio, introducir billetes locales y máquinas expendedoras, y arte público en las estaciones que promuevan la línea como la puerta de entrada artística a St Ives.

## Volumen de pasajeros

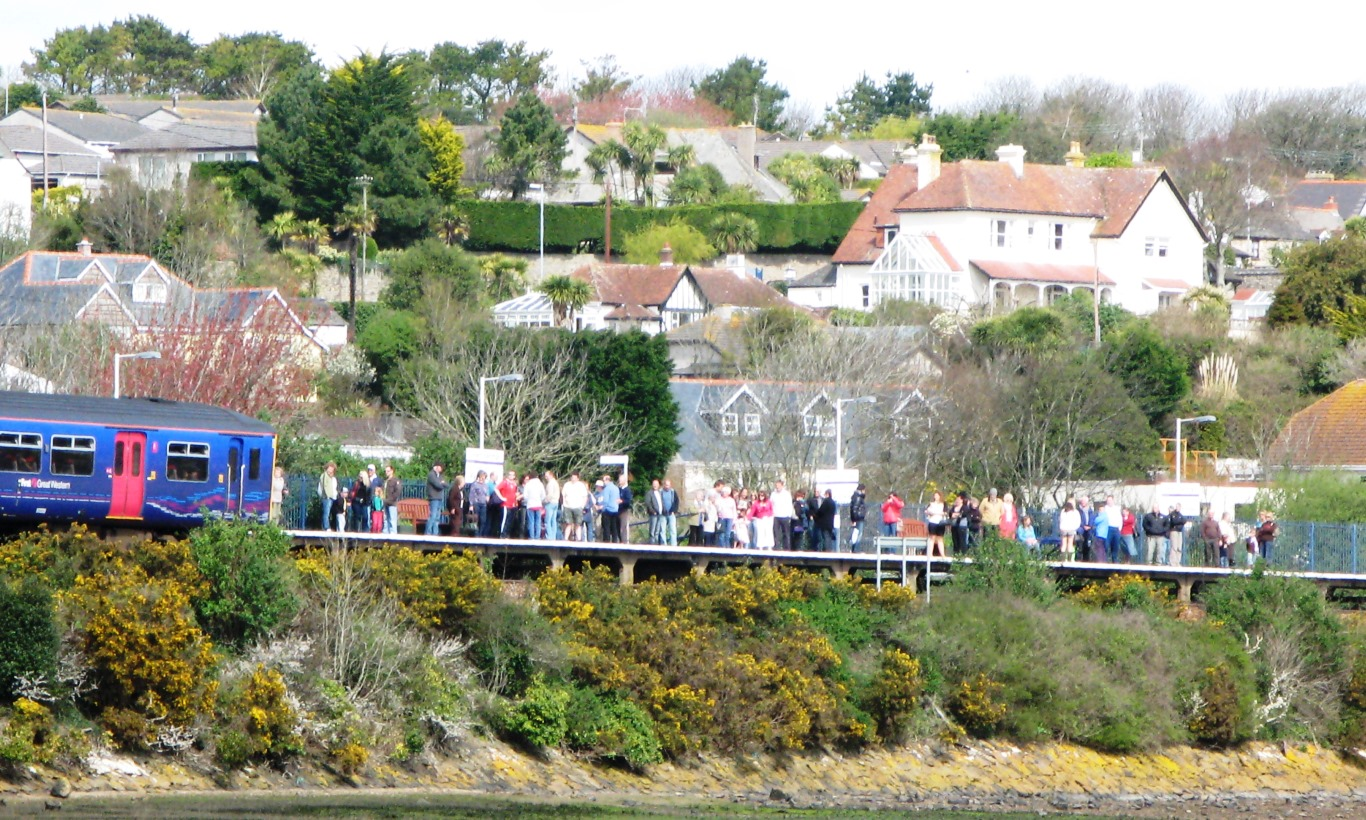
Pasajeros esperando para subir al tren en Lelant Saltings (2009)

Desde 2001, los viajeros en la línea de St Ives Bay han aumentado un 68 %.
Número de pasajeros anuales por estación (2019-2020)
- Lelant Saltings: 84.522
- Lelant: 21.608
- Carbis Bay: 212.354
- St Ives 706.826

(Nota: Las estadísticas cubren períodos de doce meses que comienzan en abril)

## Lectura adicional
- Hesp, Martin (2008). «My magnificent rail journey». Western Morning News. Western Morning News. Archivado desde el original el 25 de noviembre de 2010. Consultado el 14 de julio de 2008.